# Neo (szereplő)
Neo, eredeti nevén Thomas A. Anderson, a Mátrix című tudományos-fantasztikus filmsorozat főszereplője, akit Keanu Reeves alakít. A karaktert a Wachowski testvérek alkották meg, akik egy filozófiai és akcióelemeket ötvöző történetet álmodtak meg a Mátrix-szimuláció és az emberiség szabadságharca köré. Neo a sorozat központi alakja, akinek kiválasztott szerepe és fejlődése az egész történet kulcseleme. A karakter első megjelenése az 1999-es Mátrix című filmben volt, majd visszatért a trilógia két folytatásában, a Mátrix – Újratöltve (2003) és a Mátrix – Forradalmak (2003) című filmekben, valamint a 2021-es Mátrix: Feltámadások című negyedik részben.

## Karakterfejlődés

### Thomas A. Anderson: Az ember a gépek világában
Thomas A. Anderson egy átlagos programozóként dolgozik egy Metacortex nevű cégnél, miközben éjjelente Neo néven hackertevékenységet folytat. Neo az interneten keresztül találkozik egy titokzatos szervezettel, amely felfedi előtte, hogy a világ, amelyben él, nem valódi. Ez a világ egy szimuláció, amelyet gépek működtetnek az emberiség irányítása és kizsákmányolása céljából.
Neo mindennapjai megváltoznak, amikor kapcsolatba lép a rejtélyes Morpheusszal, aki meg van győződve arról, hogy Neo az egyetlen, aki képes megmenteni az emberiséget. A piros kapszula elfogadásával Neo kilép a Mátrixból és csatlakozik az ellenálláshoz, hogy megküzdjön a gépekkel.

### A kiválasztott útja
Neo útja a kiválasztott szerepébe vezet, amely során felfedezi, hogy képes manipulálni a Mátrix törvényeit. Ez a képessége lehetővé teszi számára, hogy emberfeletti gyorsaságot és erőt érjen el, golyókat állítson meg a levegőben, és végül legyőzze az ügynököket, a szimuláció rendfenntartóit.
- Az első film végén Neo ráébred, hogy teljes potenciálját csak akkor tudja elérni, ha hisz önmagában és beteljesíti sorsát.[2][5]
- A folytatásokban Neo fejlődése nem csupán fizikai, hanem mentális és érzelmi síkon is megjelenik. Szembesül a gépekkel való szövetség szükségességével, valamint saját szerepének bonyolultságával, amely nem csupán a Mátrix, hanem a való világ megmentését is magában foglalja.[2][4]

### Öröksége és önfeláldozása
A trilógia záró részében Neo az emberiség és a gépek közötti békét biztosítja önfeláldozásával. A karakter története azt mutatja meg, hogy a szabadság és a választás lehetősége az emberi lét legfontosabb aspektusa, még akkor is, ha az áldozatot követel.
A 2021-es Mátrix: Feltámadások filmben Neo visszatér, és új fejezet nyílik meg a történetében. Az új rész betekintést enged a Mátrix új verziójába, és új kérdéseket vet fel az emberi kapcsolatok és a szimuláció természetéről.

## Jellemzők és képességek
Neo karakterének ikonikus jellemzői közé tartozik:
- Képességek a Mátrixban: Neo képes meghajlítani a Mátrix szabályait, például repülni, golyókat megállítani, vagy szupergyors reflexeket alkalmazni.[2]
- Filozófiai mélység: Neo útja a kiválasztottság elfogadásától az önfeláldozásig terjed, miközben a szabad akarat, a hit és az emberi természet mélyebb kérdéseit vizsgálja.[3][4]
- Külső megjelenés: Fekete kabátja és napszemüvege az ezredforduló ikonikus popkulturális szimbólumává vált.[2]

## Popkulturális hatás
Neo alakja a modern sci-fi egyik legismertebb figurája. A karakter és a Mátrix-filmek nagy hatással voltak a filmkészítésre, különösen az akciójelenetek és a vizuális effektusok terén. Az időlassítást alkalmazó „bullet time” technika mára szinte a Mátrix védjegyévé vált.
Neo karaktere továbbá inspirációként szolgált videojátékokhoz, képregényekhez és más médiumokhoz. A karakter mély filozófiai vonatkozásai – például a szabad akarat és a sors kérdései – számos elemzést és vitát generáltak az évek során.

## Fogadtatás
A kritikusok és a közönség egyaránt dicsérték Keanu Reeves alakítását, aki hitelessé tette Neo egyszerű, mégis heroikus karakterét. Neo fejlődése és emberi küzdelmei érthetővé és szerethetővé tették a karaktert, aki azóta is a sci-fi műfaj egyik meghatározó alakja.